# Oblężenie Poznania (1657)
Oblężenie Poznania 1657.
W połowie roku 1657 Karol Gustaw podjął decyzję o przeniesieniu wojny z Polski do Danii. Po opuszczeniu Poznania przez wojska szwedzkie, ich miejsce zajęli Brandenburczycy, którzy podobnie jak ich poprzednicy kontynuowali politykę rabunków i pustoszenia Wielkopolski. W odpowiedzi na to,  w rejon Poznania nadciągnęła tłumnie szlachta wielkopolska, która podjęła oblężenie załogi brandenburskiej. Doszło do krwawych potyczek pospolitego ruszenia a artyleria generała Krzysztofa Grodzickiego zadawała coraz większe szkody Brandenburczykom. Do najkrwawszych walk doszło w rejonie pomiędzy rzeką Wartą a kościołem katedralnym. W trakcie walk Brandenburczycy spalili kilka miejskich kościołów, w tym kościół farny. Wkrótce Polakom udało się zrzucić most na Warcie, wskutek czego przeciwnik utracił dostęp do łąk położonych koło katedry i dostarczających im paszy dla koni. Nie mogąc doczekać się nadejścia odsieczy, komisarz Wedige von Bunin wraz ze swoimi dowódcami podjął decyzję o rozpoczęciu rozmów kapitulacyjnych. Ugodę zawarto pod koniec sierpnia. Dnia 28 sierpnia 1657 r. po dwóch miesiącach oblężenia, 1200 Brandenburczyków opuściło Poznań, w ślad za nimi wyruszyły załogi z Kórnika oraz Kościana (ok. 800 ludzi). Po dwóch latach obcego panowania Poznań dostał się ponownie w ręce polskie. 